# 鄭欽 (嘉靖進士)
鄭欽（？—？），字堯卿，號蘭石，直隸寧國府涇縣人，明朝政治人物。

## 生平
嘉靖三十七年（1558年）戊午科應天府鄉試第一百七名，嘉靖四十一年（1562年）壬戌科會試第一百四十名，廷試三甲第名進士。四十四年十一月由太常寺博士選戶科給事中，歷刑部郎中，萬曆三年（1575年）十月升光禄寺丞，六年正月升尚寶司少卿，八月升太僕寺少卿！管京营，八年七月升光禄寺卿，十年三月仕至應天府尹，不数日以病告歸，不久卒，十二年三月賜祭葬。

## 家族
曾祖鄭逾；祖父鄭昌；父鄭珏，母汪氏。具庆下。